# 두시만세
《두시만세》는 MBC 표준FM(전국, 수도권 기준 FM 95.9㎒)에서 매일 오후 2시 5분부터 오후 4시까지 방송되는 연예오락 전문 라디오 프로그램이다. 
 단, 본사 방송 수중계는 춘천, 강원영동, 전주는 총 3개이다.

## 방송 시간
| 방송 채널  | 방송 기간                          | 방송 시간                  |
| ---------- | ---------------------------------- | -------------------------- |
| MBC 표준FM | 2004년 4월 26일 ~ 2010년 4월 25일  | 매일 오후 2:25 ~ 오후 4:00 |
| MBC 표준FM | 2010년 4월 26일 ~ 2012년 1월 24일  | 매일 오후 2:20 ~ 오후 4:00 |
| MBC 표준FM | 2012년 1월 25일 ~ 2012년 7월 22일  | 매일 오후 2:10 ~ 오후 4:00 |
| MBC 표준FM | 2012년 7월 23일 ~ 2017년 8월 20일  | 매일 오후 2:15 ~ 오후 4:00 |
| MBC 표준FM | 2018년 1월 1일 ~ 2018년 2월 4일    | 매일 오후 2:15 ~ 오후 4:00 |
| MBC 표준FM | 2017년 8월 28일 ~ 2017년 12월 24일 | 매일 오후 2:10 ~ 오후 4:00 |
| MBC 표준FM | 2018년 2월 5일 ~ 2020년 3월 29일   | 매일 오후 2:15 ~ 오후 4:00 |
| MBC 표준FM | 2020년 3월 30일 ~ 현재             | 매일 오후 2:05 ~ 오후 4:00 |

## DJ
| 대수 | 진행자                   | 진행 기간                         |
| ---- | ------------------------ | --------------------------------- |
| 1대  | 지상렬 (남), 노사연 (여) | 2004년 4월 26일 ~ 2010년 4월 25일 |
| 2대  | 김흥국, 김경식 (남)      | 2010년 4월 26일 ~ 2011년 6월 12일 |
| 3대  | 김경식 (남), 원미연 (여) | 2011년 6월 13일 ~ 2013년 3월 24일 |
| 4대  | 윤정수 (남), 이유진 (여) | 2013년 3월 25일 ~ 2013년 12월 8일 |
| 5대  | 박준형 (남), 정경미 (여) | 2013년 12월 9일 ~ 2022년 3월 27일 |
| 6대  | 박준형, 박영진 (남)      | 2022년 5월 2일 ~ 현재             |

## 임시 DJ
- 나비 : 2022년 3월 28일 ~ 2022년 4월 3일
- 이은형 : 2022년 4월 4일
- 허안나 : 2022년 4월 5일 ~ 2022년 4월 10일
- 박영진 : 2022년 4월 11일 ~ 2022년 4월 17일
- 안혜경 : 2022년 4월 18일 ~ 2022년 4월 24일
- 이수지 : 2022년 4월 25일, 2022년 4월 27일 ~ 2022년 5월 1일
- 박소영 : 2022년 4월 26일

## 코너
매일 코너
- 시를 쓰시오 (월~목)

요일별 코너
- 월요일 : 자체발광 초대석
- 화요일 : 퀴즈쇼-끝까지 간다! (with 김유리 리포터)
- 수요일 : 내가 네 아빠(엄마)를 만났을 때 (with 배칠수, 조태준, 김경아)
- 목요일 : 전국고향자랑/박대박
- 금요일 : 한국인의 전설 (with 김종군 교수)
- 토요일 : 낭만을 잊은 그대에게 (with 이상훈)
- 일요일 : 안봤으면 다행이야 (with 개그우먼 성현주) / 금쪽같은 임진모 (with 임진모)

## 지역 방송국 프로그램
| 방송 채널       | 방송 권역                          | 프로그램                             | 방송 시간                         | 진행자         |
| --------------- | ---------------------------------- | ------------------------------------ | --------------------------------- | -------------- |
| 여수MBC 표준FM  | 전라남도 동부                      | 양성화의 신나는 오후                 | 매일 오후 2시 5분 ~ 오후 4시      | 양성화         |
| 안동MBC 표준FM  | 경상북도 북부                      | 홍형철, 반근영의 즐거운 트로트 세상  | 매주 주말 오후 2시 5분 ~ 오후 4시 | 홍형철, 반근영 |
| 원주MBC 표준FM  | 강원특별자치도 영서 남부           | 노기환, 김용석의 트로트 팡팡         | 매주 주말 오후 2시 5분 ~ 오후 4시 | 노기환, 김용석 |
| 목포MBC 표준FM  | 전라남도 서남부                    | 임사랑의 즐거운 오후 2시             | 매주 평일 오후 2시 5분 ~ 오후 4시 | 임사랑         |
| 제주MBC 표준FM  | 제주특별자치도                     | 임서영의 즐거운 오후 2시             | 매주 평일 오후 2시 5분 ~ 오후 4시 | 임서영         |
| 대구MBC 표준FM  | 대구광역시, 경상북도 남부          | 류강국, 조영주의 즐거운 오후 2시     | 매주 평일 오후 2시 5분 ~ 오후 4시 | 류강국, 조영주 |
| 울산MBC 표준FM  | 울산광역시                         | 이관열, 이남미의 확깨는 라디오       | 매주 평일 오후 2시 5분 ~ 오후 4시 | 이관열, 이남미 |
| 포항MBC 표준FM  | 경상북도 동해안                    | 즐거운 오후 2시 김화선, 이병호입니다 | 매주 평일 오후 2시 5분 ~ 오후 4시 | 김화선, 이병호 |
| 대전MBC 표준FM  | 대전광역시 세종특별자치시 충청남도 | 김주홍, 이수진의 즐거운 오후 2시     | 매주 평일 오후 2시 5분 ~ 오후 4시 | 김주홍, 이수진 |
| MBC 충북 표준FM | 충청북도                           | 즐거운 오후                          | 매주 평일 오후 2시 5분 ~ 오후 4시 | 송민수, 하미진 |
| MBC 경남 표준FM | 경상남도                           | 이다슬의 즐거운 오후 2시             | 매주 평일 오후 2시 5분 ~ 오후 3시 | 이다슬         |
| 부산MBC 표준FM  | 부산광역시                         | 오후만세                             | 매일 오후 3시 5분 ~ 오후 4시      | 이지희, 전철   |
| 광주MBC 표준FM  | 광주광역시                         | 놀라운 3시                           | 매주 평일 오후 3시 5분 ~ 오후 4시 | 김태일, 정혜정 |

## 수상
- 2014년 2014 MBC 방송연예대상 라디오 부문 우수상

## 같이 보기
관련 항목
- 연예오락

 방송 프로그램
- 해피선데이 (KBS 예능본부 제작)